# Marie Docher
Marie Docher, née le 2 janvier 1963 en Auvergne, est une photographe et réalisatrice française.
Activiste féministe et lesbienne, elle est à l'origine de la création du collectif La Part des femmes, qui lutte contre l'invisibilité des femmes dans le monde de la photographie.
Elle a utilisé le pseudonyme Vincent David.

## Biographie

### Enfance et débuts
Née en 1963, Marie Docher grandit à Clermont-Ferrand, auprès d'un père photographe amateur. Elle commence à pratiquer la photographie à 12 ans, avec un appareil Kodak offert par sa tante, et décide très jeune d'en faire son métier. Après un baccalauréat littéraire, qui ne lui permet pas d'accéder à une formation technique, elle entre à l'École supérieure de commerce de Clermont-Ferrand, mais est plus intéressée par le laboratoire photo que par ses études.
Une fois diplômée, elle commence sa carrière à Paris en 1987 comme cadre dans le secteur de l’édition et de la communication. Il lui arrive de faire travailler des photographes de studio, dont la profession est perçue à l'époque comme nécessairement masculine.
En 1994, elle abandonne le salariat pour ouvrir sa propre agence puis, l'année suivante, rencontre la photographe et plasticienne Isabelle Rozenbaum. Cette dernière, qui vient de créer une banque d'images, l'encourage à renouer avec la photographie et lui commande une série d'images sur les religions.

### Photographie et militantisme
En 2002, après un « effondrement massif » tant professionnel que personnel, elle part marcher sur les chemins de Compostelle. Durant ce voyage, elle photographie son visage à chaque fois qu'elle se désaltère. Ces photos sont exposés sous le titre Santiago aux Voies Off d'Arles 2003. Elle travaille par ailleurs comme photographe pour les magazines Science et Vie et Science et Vie Découvertes.
La photographe est marquée par sa visite de l'exposition elles@centrepompidou, qui rassemble entre 2009 et 2011, au centre Georges-Pompidou, des œuvres d'artistes femmes issues des collections du musée national d'Art moderne (MNAM). À cette occasion, elle commence à prendre conscience du peu de place laissée aux femmes dans le monde de l'art, et de leur invisibilisation.
En 2012, son projet L’Île sans rivages réunit des photographies et vidéos réalisées de façon répétitive et quotidienne sur une île norvégienne, explorant la question du temps qui passe et du vieillissement. 
Les débats et l'opposition hostile autour du projet de loi de mariage pour les couples de même sexe la confrontent à l'absence de représentation dans le débat public des femmes en général et des lesbiennes en particulier. Par ailleurs, sa rencontre avec la chercheuse Odile Fillod l'amène à lire les théoriciennes du féminisme.

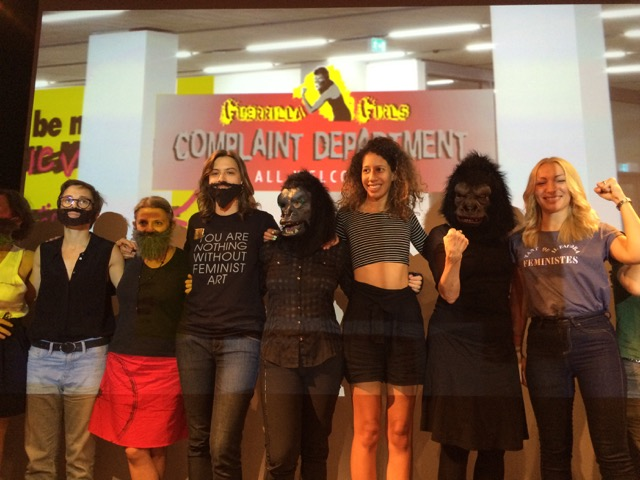
You are nothing without feminist art, La Barbe, Guerrilla Girls et Femen réunies. Paris, 9 septembre 2016, Maison des auteurs SACD (Marie Docher, phot.).

À partir de 2014, elle s'engage pour la visibilité des femmes photographes et travaille sur les questions de représentations.
Elle crée le blog Atlantes & Cariatides dans lequel, elle interpelle les institutions au sujet des inégalités de genre dans l'art, dissimulée sous le pseudonyme masculin « Vincent David ». Elle raconte que « dans les vernissages on discute beaucoup de cet homme féministe qu’on trouve formidable. »
En 2016, elle devient membre du groupe d'action féministe La Barbe. Dans le cadre d'une exposition à la galerie MFC-Michèle Didier à Paris suivie d'un colloque à la Maison des auteurs SACD, elle apostrophe institutions et galeristes qui conservent et perpétuent l’art masculin au mépris des créatrices.
L'année suivante, elle est à l'origine de la création de La Part des femmes, un collectif engagé en faveur de la visibilité et de la reconnaissance des femmes photographes. Dans un manifeste lu lors du salon Paris Photo 2018, le collectif constate que « majoritaires parmi les diplômé·e·s des écoles spécialisées, [les femmes] ne représentent pourtant qu’à peine 20 % des artistes exposé·e·s dans les galeries, festivals et autres institutions. »
Une lettre, publiée dans le journal Libération, est adressée au directeur des Rencontres de la photographie d'Arles au sujet du manque de visibilité des femmes photographes au sein du festival. Dans l'édition suivante, 51 % de femmes figurent dans les expositions individuelles.

### Reconnaissance
En 2023, Marie Docher est lauréate de la Grande Commande photographique du ministère de la Culture, gérée par la Bibliothèque nationale de France : pour ce travail de commande, intitulé Et l'amour aussi, elle interroge « celles qui aiment au féminin, lesbiennes, gouines, queer… » dix ans après l’adoption du mariage pour tous et toutes.
Le 27 octobre 2023, elle publie aux éditions La Déferlante Et l’amour aussi, qui dresse les portraits intimes de cinquante femmes lesbiennes, dix ans après la loi du mariage pour tous et toutes.

### Décoration
- 2020 :  Chevalière de l'ordre des Arts et des Lettres[11] Le 26 novembre 2021, Camille Morineau, historienne de l’art et présidente de l'association AWARE, lui remet les insignes de « chevaleresse » des Arts et des Lettres, pour l’ensemble de son travail en faveur de la diversité dans le secteur de la photographie[4].

## Expositions

### Expositions individuelles
- 2014 : Island Without a Shore, Gallery 916, Tokyo
- 2016 : L’Île sans rivages, festival Focales en Vercors, Villard-de-Lans ; festival Présence Photographie, Montélimar
- 2018 : Time-Climate-Scenery, MYD Gallery, Tokyo
- 2025 : Et l'amour aussi, galerie de l'Ancienne Poste, Besançon[12]

### Expositions collectives
(liste non exhaustive)
- 2009: Reflecting Habitus, Bering and James Gallery, Houston
- 2010 : Shaping Silence, Brighton Fringe Festival, Grey Area Gallery, Brighton
- 2010 : Perspectives: An Intercultural View on American Values, Bering and James Gallery, Houston
- 2014 : L’Intime comme illusion, Mois de la photo, Galerie Catherine Houard, Paris
- 2014 : Pixels of Paradise - Vues de l’esprit, Biennale internationale de la photographie, Liège
- 2014 : Photographer’s Network, Siegen
- 2014 : Island Without a Shore, Halsnøy Kloster
- 2016 : Tur-Retur - Halsnøy Kloster, Galleri Losjen, Fitjar
- 2016 : Stigmates, musée des Beaux-Arts, Strasbourg, collection Marcel Burg
- 2017 : Immersions sensibles, palais de l’Archevêché, Arles
- 2020 : Nébuleuses, ville de Guyancourt
- 2021 : Ce qui nous tient, galerie Joseph Anthonin, Arles
- 2021 : HautKontakt, museum FrontFeste, Salzbourg
- 2022 : Il était une fois : sorcières, harpies, hystériques, vieilles filles..., théâtre de Vanves, Vanves
- 2023 : Résister, festival Les Arts en balade, Chapelle de l’ancien hôpital général, Clermont-Ferrand

## Collections publiques
- Bibliothèque nationale de France
- Bibliothèque Marguerite-Durand

## Publications
- Portrait de presse au prisme des dominations, Auto-édition, 2024, 230 p. (ISBN 978-2-9592501-0-1)
- Alors je suis devenue une Indien d'Amérique... (préf. Élisabeth Lebovici), Donnemarie-Dontilly, Éd. Ixe, 2014, 107 p. (ISBN 979-10-90062-24-5)
- Et l'amour aussi... (préf. Anne Pauly), Romainville, La Déferlante, 2023, 170 p. (ISBN 978-2-492300-36-3)
- Pourquoi les lesbiennes sont invisibles, Paris, Seuil, coll. « Libelle », 2025, 72 p. (ISBN 9782021593921)[13],[14]

### En collaboration
- Cathryn Boch, Ymane Chabi-Gara, Nina Childress, Deborah De Robertis, Marie Docher, Marlene Dumas et Natacha Lesueur, Alice Neel, Transatlantique, 2022, 144 p. (ISBN 978-2-493808-01-1)
- Collectif (préf. Guillaume Nail), Les artistes peuvent-iels tout dire ?, Monstrographe, 2022, 180 p. (ISBN 978-2-9579760-0-3)

## Conférences
- Regards lesbiens, corps lesbiens. Rencontre avec Marie Docher, photographe, conférence enregistrée dans le cadre de Contre-chant : luttes collectives, films féministes, Bibliothèque publique d'information, centre Pompidou, 4 mai 2024 [voir en ligne sur Youtube]